# National Medal of Arts
La National Medal of Arts è un premio e un titolo creato dal Congresso degli Stati Uniti nel 1984, allo scopo di onorare artisti e mecenati delle arti. È la più alta onorificenza ad un singolo artista conferita in nome del popolo statunitense. I premiati sono selezionati dal National Endowment for the Arts (NEA), e il premio è consegnato solennemente dal presidente degli Stati Uniti. La medaglia è stata progettata per la NEA dallo scultore Robert Graham.